# Amfídicos
Amfídic o Amfídicos (en grec antic: Ἀμφίδικος)va ser  un mític militar tebà, fill d'Àstac, que en la guerra dels set Cabdills contra la seva ciutat, va matar Partenopeu. Segons Eurípides fou Periclimen el que va matar Partenopeu.